# Монтего-Бей
Монте́го-Бей (англ. Montego Bay, ям. креол. Mantigo Bie) — четвёртый по населению город Ямайки после Кингстона, Спэниш-Тауна и Портмора. Расположен на северо-западе страны в округе Сент-Джеймс и является его административным центром. Находится при впадении в море реки Монтего.
Название города предположительно происходит от искажённого слова исп. manteca (смалец), так как из порта во время испанского владычества экспортировались смалец, кожа и говядина.

## История
Вторая экспедиция Колумба высадилась около местоположения современного города ещё в 1494 году. Заселение территории началось тут в 1510 году. С 1511 по 1655 год Ямайка была испанской колонией, затем перешла Британии после Карибского похода Кромвеля. До XVIII века Монтего-Бей был небольшим городом, а до 1788 года не платил налоги. До отмены рабства в 1834 году через Монтего-Бей в основном вывозили сахар. Крупнейшее восстание рабов на Ямайке, Баптистская война, происходило в окрестностях города в 1831—1832 годах, а его предводитель, Сэмюел Шарп был повешен в Монтего-Бей. Статус города был присвоен Монтего-Бэй лишь в 1980 году актом парламента, но при этом он остался частью округа Сент-Джеймс.
Сегодня Монтего-Бей известен региональной больницей Корнуолла, портовыми сооружениями, прекрасными ресторанами и магазинами. Побережье вблизи Монтего-Бей занято многочисленными туристическими курортами, большинство из которых построены недавно, а некоторые занимают территорию старых плантаций сахарного тростника, где сохранились некоторые оригинальные здания и мельницы. 

## Экономика и демография
В Монтего-Бэй находится Международный аэропорт Дональда Сангстера, самый большой на Ямайке, связанный беспересадочными рейсами с несколькими городами США и Канады. Город и залив Монтего являются центром индустрии туризма.
Большинство населения города имеет африканское происхождение. В городе также проживают многочисленные этнические меньшинства, такие как китайцы и индийцы, которые приехали в страну в качестве подневольных слуг в середине и конце XIX века. Китайцы играют важную роль в экономике города, особенно в сфере розничной торговли. В центре Монтего-Бей расположено множество магазинов и супермаркетов, принадлежащих китайским иммигрантам. Индийское население города также играет ключевую роль, поскольку они владеют многими сувенирными и ювелирными магазинами, которые в основном ориентированы на туристов.
Имеется европейское меньшинство, некоторые из представителей которых  являются потомками иммигрантов из Германии (город находится в 90 минутах езды от немецких поселений, таких как Герман Таун в Уэстморленде) и Великобритании (которым принадлежит большая часть земли в городе еще со времен работорговли).
В городе проживает много иммигрантов из испаноязычных стран, таких как Мексика, Куба и Испания, а также много французов, русских и итальянцев (которые в основном владеют домами или пляжной недвижимостью в этом районе). Также проживает множество американцев и канадцев, которые работают в сфере туризма или аутсорсинга бизнес-процессов.

## Религия
В городе имеется большое разнообразие христианских церквей. Большинство из них — протестантские, что является наследием британской колонизации острова. Основными деноминациями являются Церковь Бога, баптизм, англиканизм, методизм, католицизм, адвентисты седьмого дня и пятидесятники. Афро-христианские синкретические религии, такие как движение растафари, также имеют значительное число последователей. В городе также есть отделение Церкви Иисуса Христа Святых последних дней.
В городе также есть общины буддистов, индуистов и мусульман.

## В произведениях искусства
- В песне литовского исполнителя Витаутаса Кярнагиса «Santechnikas Iš Ukmergės» (1986)
- В романе Дональда Уэстлейка "Кто похитил Сэсси Манун?" ("Who Stole Sassi Manoon?", 1968)

## Известные жители
- Николас Уолтерс — боксёр-профессионал, чемпион мира.
- Тревор Оливер Тэйлор — солист Bad Boys Blue.